# Elsa Hentschke
Elsa Hentschke (geborene Urland * 6. Juli 1898 in Oberseifersdorf; † 29. August 1980 in Mittelherwigsdorf) war eine deutsche Politikerin (SED). Sie war von 1950 bis 1963 Abgeordnete der Volkskammer der DDR.

## Leben
Elsa Hentschke, Tochter eines Arbeiters, besuchte die Volksschule und lernte schon als Kind das Weben am Handwebstuhl der Mutter. Von 1913 bis 1919 arbeitete sie in der Landwirtschaft. Von 1919 bis 1925 war sie als Weberin in Zittau tätig, wurde krank und musste die Arbeit aufgeben. Auf Einladung sowjetischer Genossen, die sie in ein Sanatorium auf der Krim einluden, konnte sie von ihrem Leiden kuriert werden. Ab 1927 war sie als Waldarbeiterin beschäftigt, von 1929 bis 1933 war sie Hausfrau. Sie trat 1932 der KPD bei.
Nach Hitlers Machtergreifung 1933 fahndete die Gestapo nach ihrem Mann Reinhold Hentschke, der in der Illegalität lebte. Für ihn wurde sie als Geisel ins KZ Hohnstein gesperrt. Nach der Entlassung leistete sie illegale Widerstandsarbeit, wurde erneut verhaftet und vom Sondergericht Freiberg am 24. Juli 1934 wegen Verbreitung von kommunistischen Druckschriften, Aufrechterhaltung der KPD und Verleumdung der Reichsregierung zu drei Jahren Zuchthaus verurteilt. Diese Strafe musste sie im Zuchthaus Waldheim verbüßen. Nach ihrer Haftentlassung 1937 wurde sie für „staatenlos“ erklärt und war auf sich allein gestellt, da auch ihr Sohn Herbert Hentschke in der Sowjetunion lebte. Ab 1938 arbeitete sie wieder als Weberin in der Mechanischen Weberei in Zittau.
Im Jahr 1945 trat sie wieder in die KPD ein und wurde 1946 Mitglied der SED. Von 1946 bis 1950 war sie Mitglied der Gemeindevertretung Oberseifersdorf. Von 1946 bis 1956 war sie Mitglied der Leitung der Betriebsparteiorganisation (BPO) der SED und von 1948 bis 1950 Mitglied der Betriebsgewerkschaftsleitung (BGL) im VEB Mechanische Weberei Zittau. Bis 1952 war sie Weberin an mechanischen Webstühlen, dann bis 1956 Lehrausbilderin im Zittauer Werk 6 und ab 1956 Musterweberin im Textilkombinat Zittau. Von 1950 bis 1963 war sie als Mitglied der SED-Fraktion Abgeordnete der Volkskammer. Von 1958 bis 1963 gehörte sie dem Ausschuss für Arbeit und Sozialpolitik an.
Hentschke wohnte in Oberseifersdorf Nr. 187 und verbrachte ihre letzten Lebensjahre im Feierabendheim in Mittelherwigsdorf.

## Auszeichnungen und Ehrungen
- 1949 Aktivist des Zweijahrplanes
- 1951 Aktivist des Fünfjahrplanes
- 1955  Clara-Zetkin-Medaille
- 1957 Silberne Ehrennadel des DFD
- 1958  Medaille für Kämpfer gegen den Faschismus 1933 bis 1945
- 1959 Vaterländischer Verdienstorden in Silber und 1978 in Gold
- 1962 wurde die Porträtdarstellung von Eva Schulze-Knabe „Weberin Else Hentschke“ zur V. Deutschen Kunstausstellung in Dresden ausgestellt.[2]